# Lepadella cryphaea
Lepadella cryphaea är en hjuldjursart som beskrevs av Harry K. Harring 1916. Lepadella cryphaea ingår i släktet Lepadella och familjen Lepadellidae. Inga underarter finns listade i Catalogue of Life.